# Plano Piloto
Die Região Administrativa I Plano Piloto (dt. Verwaltungsregion I Plano Piloto; bis 1997 RA I Brasília) ist die zentrale Verwaltungsregion der brasilianischen Bundeshauptstadt Brasília. Hier befinden sich alle wichtigen Regierungsgebäude des Bundes und des Bundesdistrikts. Der Name geht zurück auf den Masterplan (portugiesisch Plano Piloto de Brasília) von Lúcio Costa, auf dessen Grundlage die Planstadt Brasília in den späten 1950er Jahren errichtet wurde.

## Lage
Die Verwaltungsregion liegt relativ zentral in Bundesdistrikt am Westufer des künstlichen Paranoá-Sees. Sie umfasst alle Teile des ursprünglichen Plano Piloto, die westlich des Sees liegen, außerdem den überwiegenden Teil des Nationalpark Brasília.

## Geschichte
Die Verwaltungsregion wurde durch das Gesetz Nr. 4.545 vom 10. Dezember 1964 geschaffen, durch das der Bundesdistrikt in zunächst 8 Verwaltungsregionen gegliedert wurden. Als Name der Region wurde zunächst Brasilia gewählt. Nachdem diese Bezeichnung langsam auf die gesamte Gemeinde überging, wurde die Region 1997 in Abgrenzung dazu in Plano Piloto umbenannt.  Im Laufe der Zeit wurden aufgrund des Bevölkerungswachstums Teile der Verwaltungsregion ausgegliedert, so entstanden nacheinander die neuen Verwaltungsregionen Cruzeiro, Lago Norte und Lago Sul, sowie Sudoeste/Octogonal.